# 786 (tal)
786 är det naturliga talet som följer 785 och som följs av 787.

## Inom matematiken
- 786 är ett jämnt tal.
- 786 är ett sfeniskt tal.
- 50 kan partitioneras i tvåpotenser på 786 olika sätt (talföljd A000123 i OEIS).
- 786 kan vara det största n för vilket värdet av den centrala binomialkoefficienten {\displaystyle {}_{2n}\!C_{n}} inte är delbart med en udda primtalskvadrat. Om det finns ett större sådant tal måste det vara minst 157 450 (se  A059097).

## Inom religionen
- De arabiska bokstäverna i öppningsfrasen av Koranen är summan till det numeriska värdet 786 i det Abjadska talsystemet.

## Riktnummer
- 786 är USA:s riktnummer till Miami-Dade County.

## Inom vetenskapen
- I New General Catalogue är NGC786 en spiralgalax med magnituden 13,5 i stjärnbilden Väduren.
- 786 Bredichina, en asteroid.

## Inom andra områden
- 80786 – 7:e generationens x86 som Athlon och Intel Pentium 4.
- 786 (då skrivet ##786# eller *#786#, eftersom det är en tillfällighet att stava ##RUN#) används på vissa mobiltelefoner att få tillgång till dolda menyer, eller för att få tillgång till ett nätverksbildskärm.
- 786 som fyrhandad Siteswap i jonglering är även känt som French Threecount.[2]